# بی‌ام‌سی ای‌دی‌او۱۷
بی‌ام‌سی ای‌دی‌او۱۷ (BMC ADO17) خودرویی است که در سال‌های ۱۹۶۴ تا ۱۹۷۵تولید شده‌است. طراحی آن خودروهای موتور جلو-محور جلو بوده طول آن در حالت طبیعی ۱۶۵ اینچ (۴٬۲۰۰ میلیمتر)، عرض آن در حالت طبیعی ۶۷ اینچ (۱٬۷۰۰ میلیمتر) و ارتفاع آن در حالت طبیعی ۵۵٫۵ اینچ (۱٬۴۱۰ میلیمتر) است.

## نگارخانه

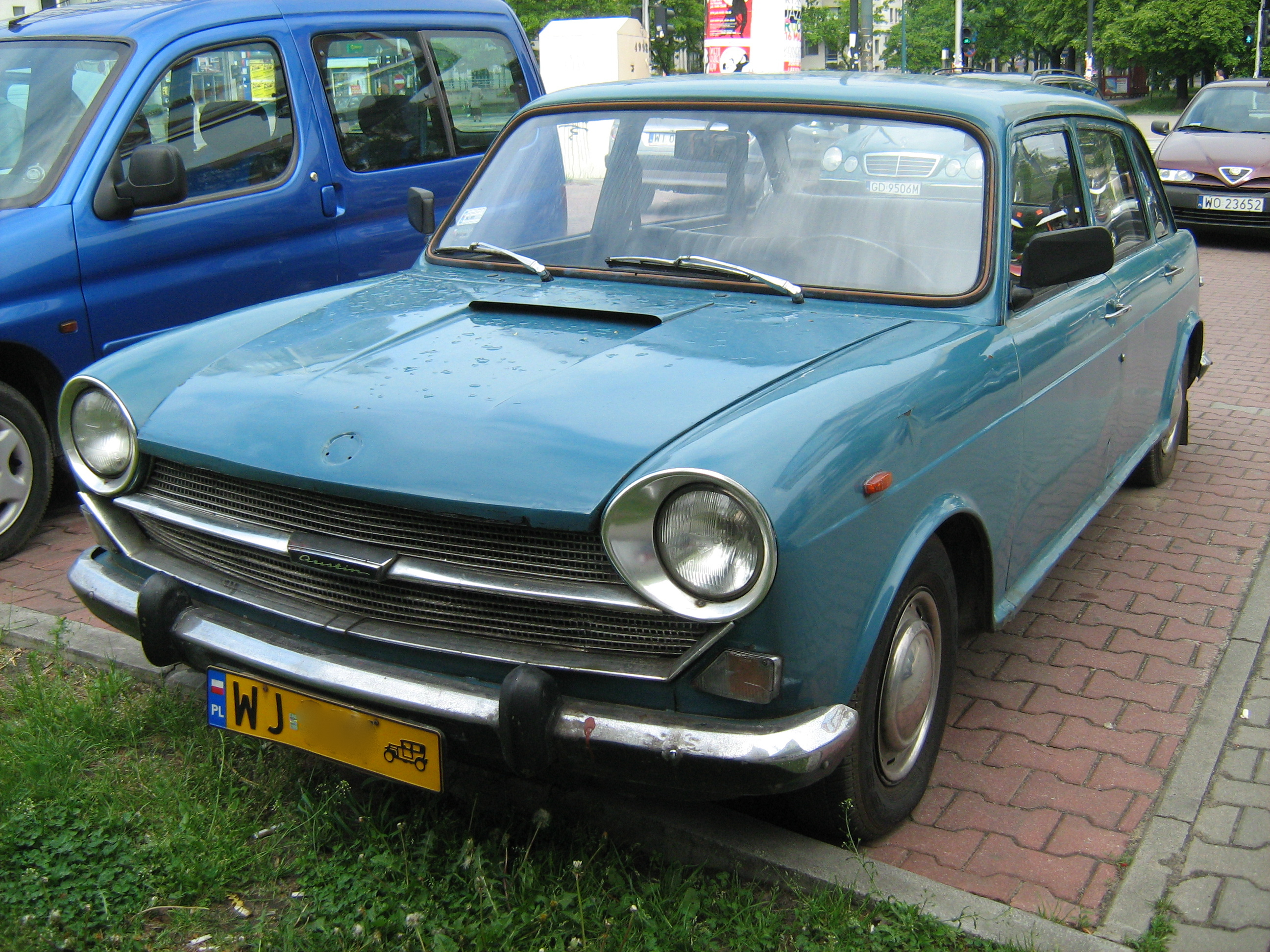
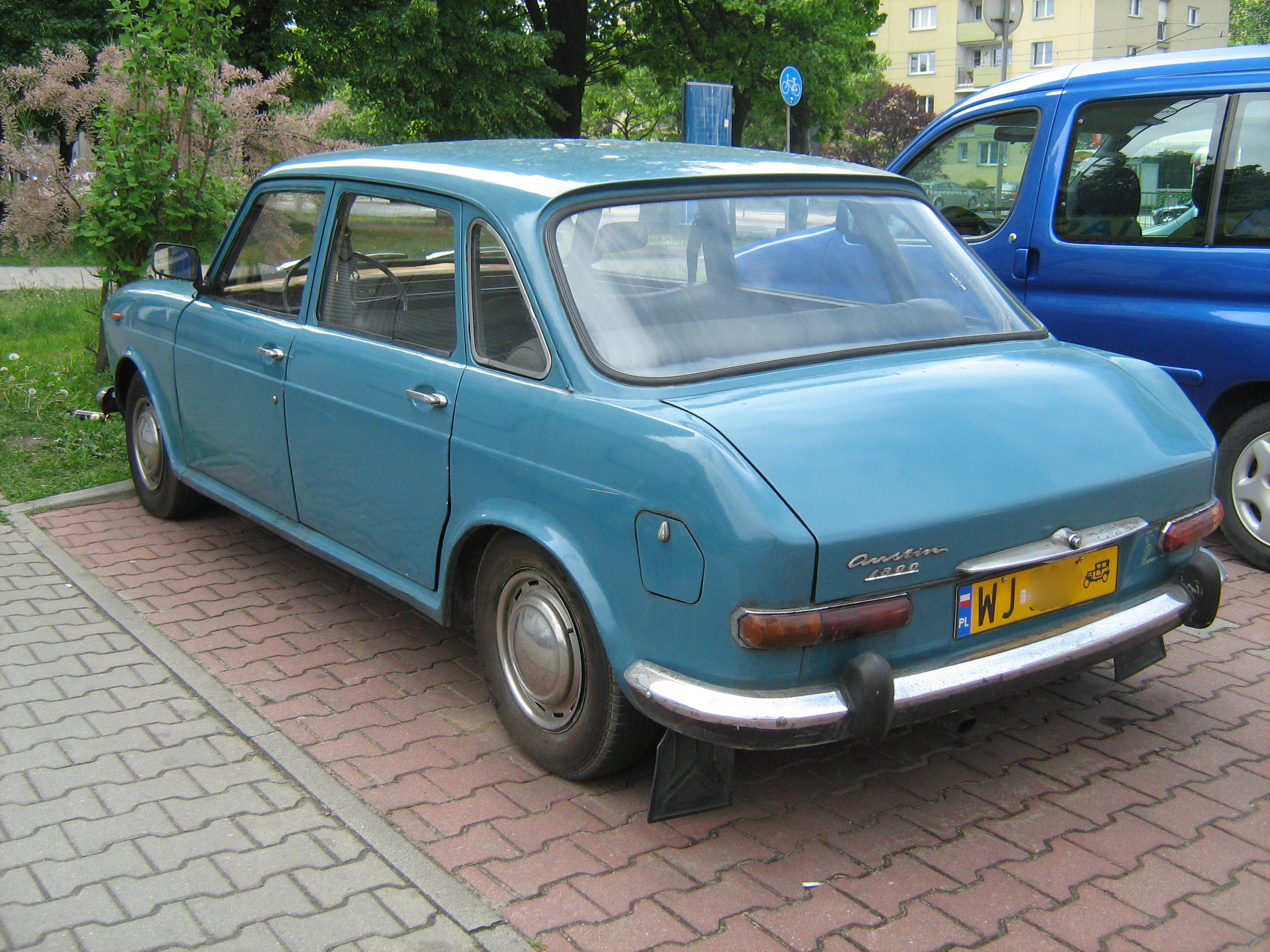